# Lane Cove Municipality
Koordinaten: 33° 45′ S, 151° 9′ O

Die Municipality of Lane Cove ist ein lokales Verwaltungsgebiet (LGA) im australischen Bundesstaat New South Wales. Lane Cove gehört zur Metropole Sydney, der Hauptstadt von New South Wales. Das Gebiet ist 10,5 km² groß und hat etwa 39.500 Einwohner.
Lane Cove liegt etwa 6 km nordwestlich des Stadtzentrums von Sydney an der Nordseite des Hafens. Das Gebiet beinhaltet 9 Stadtteile: Greenwich, Lane Cove, Lane Cove West, Linley Point, Longuevulle, Northwood, Riverview und Teile von Lane Cove North und St Leonards. Der Sitz des Municipality Councils befindet sich im Stadtteil Lane Cove am Nordrand der LGA.

## Verwaltung
Der Lane Cove Council hat neun Mitglieder, die von den Bewohnern der drei Wards gewählt werden (je drei Councillor aus Central, East und West Ward). Diese drei Bezirke sind unabhängig von den Stadtteilen festgelegt. Aus dem Kreis der Councillor rekrutiert sich auch der Mayor (Bürgermeister) des Councils.